# Unternehmenssoftware
Unternehmenssoftware ist ein aus dem Englischen übernommener, insbesondere für Marketingzwecke verwendeter Begriff (Enterprise Application Software, Enterprise Software, selten auch Business Software) mit wechselnder, unscharfer Bedeutung. Allgemein ist Unternehmenssoftware jede Art von Anwendungssoftware, die in Unternehmen oder anderen Organisationen im Einsatz ist. Das Gegenteil von Unternehmenssoftware ist Software für den Privatbereich. Eine scharfe Trennung ist nicht möglich, weil z. B. die Büroanwendungen  und Datenbanken sowohl privat als auch geschäftlich genutzt werden. Im engeren Sinne dient die Unternehmenssoftware dem Unternehmen zur Erreichung seiner Ziele, in Abgrenzung zur Anwendungssoftware allgemein, die zum Beispiel in der Form von Büroanwendungen, Textverarbeitung und Tabellenkalkulation auch als Arbeitsmittel einzelner Personen oder kleinen Teams dient. Dabei werden häufig unterschiedliche große Standardsoftware-Pakete (ERP, CXM, CRM u. a.) für die Nutzung im Unternehmen kombiniert (Integration) und angepasst (Customization). Hierbei entsteht ein unternehmensindividuelles Enterprise-System oder eine Unternehmenssoftwarearchitektur. Die Balance aus unternehmenskritischer Anpassung und Verwendung von Standardsoftware ermöglicht Unternehmen den notwendigen Mix aus Wettbewerbsvorteilen und Skalierbarkeit von immer komplexerer Software. Was traditionell stark als Investition in Anlagevermögen angesehen wurde, hat seit dem Jahrtausendwechsel durch SaaS, PaaS und Cloud-Dienste zunehmend den Charakter von Outsourcing bekommen.

## Arten von Unternehmenssoftware

### Betriebswirtschaftliche Anwendungen
Die folgende Unterteilung zeigt nur die Schwerpunkte, nicht eine scharfe Abgrenzung, weil die Sachgebiete ineinander übergreifen und es in unterschiedlichen Softwarepaketen eine mehr oder weniger starke Integration und Überlappung gibt.

#### Materialwirtschaft
Materialwirtschaftssysteme – im Handel auch Warenwirtschaftssysteme genannt – werden eingesetzt für verbrauchsgesteuerte Disposition, Einkauf bzw. Beschaffung allgemein, Materialbestandsführung der Lagerzu- und Abgänge und Inventur, Rechnungsprüfung und Lagerverwaltung. In Produktionsbetrieben ist sie Bestandteil der Produktionsplanungs- und -steuerungssysteme (PPS). Materialmengen haben einen Materialwert, entsprechend werden in der Regel Menge und Wert parallel behandelt. Über die Preise ist die Materialwirtschaft verzahnt mit der Betriebswirtschaft, über die Werte mit der Finanzwirtschaft.
Eine Teilfunktion der Materialwirtschaft decken System für die Beschaffung von Gütern und Dienstleistungen über das Internet ab. Sie heißen neudeutsch „E-Procurement“ oder Elektronische Beschaffung. Die Materialwirtschaft ist Bestandteil von PPS-Systemen, ERP- und Logistiksystemen. Teilfunktionen der Materialwirtschaft decken Einkaufssysteme, Lagerverwaltungs- und Kommissioniersysteme ab.

#### Personalwirtschaft
Die Themen, die Systeme für die Personalwirtschaft abdecken, sind die Aufgaben der Personalverwaltung, die Personalzeiterfassung und -auswertung, die Lohn- und Gehaltsabrechnung, Bearbeitung von steuer-, sozial- oder arbeitsrechtlichen Aufgaben, Reisekostenabrechnung, Personalplanung und Personalentwicklung. Auskunftsmöglichkeiten aus den Personaldaten bieten sog. Personalinformationssysteme. Personalwirtschaft ist auch unter dem gleichbedeutenden Begriff Human Resource Management (HR) bekannt.

#### Finanz- und Betriebswirtschaft
Das Rechnungswesen mit Finanzbuchhaltung und Betriebsbuchhaltung waren sehr frühe Beispiele von Computeranwendungen, mit denen Tabelliermaschinen und Buchungsautomaten in den 1960er und 1970er Jahren abgelöst wurden. Heute gehören zu diesem Anwendungskreis unter dem Sammelbegriff Controlling: Finanzbuchhaltung, Bilanz und GuV, Kreditoren-, Debitoren-, Anlagenbuchhaltung, Erlös- und Kostenartenrechnung, Gemeinkostenrechnung, Kostenträger- und Ergebnisrechnung.

#### Absatzwirtschaft
Zur Absatzwirtschaft zählen Vertrieb und Marketing. Vertriebssoftware unterstützt den Verkauf bei der Erfassung der Aufträge, der Preisfindung und Rabattierung. Nach Prüfung der buchmäßigen Verfügbarkeit der bestellten Artikel und Prüfung der Kreditwürdigkeit des Kunden erfolgt die Lieferung, der Versand und die Fakturierung. Speziell in diesem Bereich gibt es vielerlei Sonderformen, die zu vielerlei branchenspezifischen Lösungen führten: unterschiedliche Vertriebswege, unterschiedliche Produkte (Kaugummi vs. Werkzeugmaschine) usw.
Als Instrument für Vertrieb und Marketing dient Customer-Relationship-Management-Software für die Pflege der Kundenbeziehungen. Dazu gehören z. B.: Verwaltung der Kundenkontakte, Kampagnenverwaltung, Verkaufschancensteuerung, Vertriebsprozesssteuerung, Auftragsmanagement, Serienbriefe und E-Mails.

#### Produktionsplanung und -steuerung
Zu Softwarepaketen für die Produktionsplanung und -steuerung gehören Teile der Absatzwirtschaft, insbesondere die Kundenauftragsverwaltung, große Teile der Materialwirtschaft, insbesondere aber die Kernfunktionen Verwaltung der Konstruktions- und Produktionsdaten, Bedarfsermittlung, Fertigungs- und Kapazitätsplanung und Werkstattsteuerung.
Anfänglich (vor 1970) bestand PPS nur aus der Materialplanung (MRP). Nach 1970 wurde es ergänzt um die Termin- und Kapazitätsplanung. In Deutschland wurde beispielsweise auf Initiative des VDMA aufgrund der steigenden Nachfrage nach EDV-gestützten Methoden zur Termin- und Kapazitätsplanung Anfang der 70er Jahre Termikon als erstes deutschsprachiges Termin- und Kapazitätsplanungssystem entwickelt. Die MRP-II-Begeisterung begann ca. 1980. MRP II ist im Kern Material-, Termin- und Kapazitätsplanung, aber ergänzt um vorgelagerte Planungsstufen und erweitert um die Berücksichtigung weiterer Ressourcen, z. B. um das benötigte Kapital, so wie es im Ansatz bereits in COPICS von IBM 1970 konzipiert wurde.

#### Logistik und Supply-Chain-Management
Supply-Chain-Management baut auf der Logistik auf, die ihr Augenmerk auf die Materialflüsse von und zu Lieferanten und Kunden richtet. Die Grenzen des Unternehmens werden überschritten durch die Integration der Kunden und Zulieferer in die Produktionsplanung und -steuerung. Die Wertschöpfung wird zum zusammengehörigen Prozess, der beim Rohstofflieferanten beginnt und beim Kunden endet.

#### Enterprise-Resource-Planning
Enterprise-Resource-Planning-Systeme als Marketingbegriff umfassen je nach Anbieter alle Softwareanwendungen, die der jeweilige Hersteller anzubieten hat, das reicht von der Materialwirtschaft über die Fertigung, Finanz- und Rechnungswesen, Personalwirtschaft, Dienstleistung und Verkauf bis zu Forschung und Entwicklung.

### Technische Anwendungen
Zu den technischen Anwendungen gehören die mit den Buchstaben „CA“ (für „Computer Aided“) beginnenden Softwaresysteme, die in den technischen Bereichen der Unternehmen eingesetzt werden. Man spricht deshalb auch von „C-Techniken“ oder von „CAx-Softwaresystemen“. In dem Begriff CAE (Computer Aided Engineering) sind diese „C-Techniken“ für Ingenieure zusammengefasst.
Diese eher ingenieurtechnisch orientierten Anwendungen stehen nicht isoliert im Betriebsgeschehen, sondern sind gleichzeitig Empfänger und Lieferant von Informationen der betriebswirtschaftlichen Anwendungen im Unternehmen.

#### CAFM – Rechnergestützte Infrastrukturverwaltung
CAFM- (Computer Aided Facility Management-) Systeme verwendet man für die Planung, Verwaltung und Bewirtschaftung von Gebäuden, Anlagen und Einrichtungen (Facilities).

#### CAD – Rechnergestützte Konstruktion
CAD- (Computer Aided Design-) Systeme verwendet man für Konzeption, Entwurf und Detaillierung (in Form einer technischen Zeichnung) von Produkten. CAD benötigt Daten aus PPS-Systemen, darunter Kundenaufträge, Arbeitspläne, Material- und Stücklistendaten, Informationen über Betriebsmittel. Sie liefert Daten an PPS-Systeme, z. B. Stücklisten, Informationen für die Kalkulation, Technische Dokumentationen und selbstverständlich Zeichnungen.

#### CAP – Rechnergestützte Arbeitsplanung
CAP (Computer Aided Planning) umfasst Arbeitsplanung für konventionelle Bearbeitung und für NC-Maschinen. Unter Umständen empfängt sie Daten direkt aus CAD-Systemen. Ergebnis der Arbeitsplanung ist der Arbeitsplan, der für die Produktionsplanung und die Fertigung bestimmt ist.

#### CAM – Rechnergestützte Fertigung
CAM (Computer Aided Manufacturing) ist ein sehr weiter Begriff, entsprechend gibt es Software für unterschiedlichste Aufgaben der Automatisierung und Flexibilisierung der Fertigung.
DNC (Distributed Numerical Control) zur Steuerung von Werkzeugmaschinen, Handhabungssystemen und Robotern. Zu CAM zählen auch automatisierte Lager- und Transportsysteme.

#### CAQ – Rechnergestützte Qualitätssicherung
CAQ (computer-aided quality assurance) beginnt bei der rechnergestützten Planung der Prüfungsvorgänge. Sie begleitet den Materialfluss von der Prüfung im Wareneingang über die Fertigung bis zur Prüfung des fertigen Erzeugnisses. Technische Hilfsmittel sind automatisierte Einrichtungen wie Analyseinstrumente, Zähler und Sensoren.

#### Weitere „C-Techniken“
Sie sind hier nur erwähnt, um die Fülle der unterschiedlichen Aufgabenstellungen für Unternehmenssoftware im technischen Bereich anzudeuten: CAR Computer Aided Robotics – rechnerunterstützter Robotereinsatz, CAI Computer Aided Inspection – rechnerunterstützte Instandhaltung, CAT Computer Aided Testing – rechnerunterstütztes Testen, EDM Engineering Data Management – Produktdatenmanagement, CASE Computer-aided software engineering – rechnergestützte Softwareentwicklung.

### Informations- und Managementsysteme
Zu diesen Systemen zählen u. a. Management-Informationssysteme (MIS) und Simulationssysteme. Management-Informationssysteme greifen auf Datenbanken der einzelnen operativen System zu oder sie finden die benötigten Daten durch Data-Mining in Datensammlungen, die aus verschiedenen Quellen gespeist werden, meist aus einem Data-Warehouse.

### Übergreifende Unterstützung der betrieblichen Abläufe
Um Workflow-Management-Systeme, Contentmanagement, Dokumentenmanagement, elektronische Archivierung, Informationslebenszyklusmanagement etc. hat sich inzwischen eine eigene „Wissenschaft“ entwickelt, siehe dazu Enterprise-Content-Management.
Textverarbeitung, Tabellenkalkulation, Datenbanken auf Personalcomputern, Präsentationsprogramme und E-Mail-Programme spielen heute eine wesentliche Rolle in Unternehmen jeder Größenordnung. Groupware unterstützt die Zusammenarbeit in Gruppen. Zudem ist häufig Projektmanagementsoftware zur Planung und Steuerung großer Projekte im Einsatz.

## Softwareauswahl
Grundsätzlich müssen bei der Auswahl von Unternehmenssoftware viele Entscheidungen sehr sorgfältig abgewogen werden. Im Extremfall kann der Erfolg des Unternehmens gefährdet werden, etwa wenn Mitarbeiter nicht mehr schnell genug auf die benötigten Daten zugreifen können. Grob lässt sich die Auswahlstrategie in drei Bereiche unterteilen, welche alle Vor- und Nachteile haben.

### Standardsoftware
Eine Standardsoftware wird eingekauft und ggf. an die Bedürfnisse des Kunden angepasst.

### Individualsoftware
Die Software wird individuell nach den Anforderungen des Kunden erstellt.

### Best of Breed
Die Best-of-Breed-Strategie schließlich setzt auf den Einsatz von mehreren Branchenlösungen für verschiedene Teilbereiche und den Einsatz eines Systemintegrators, um diese Teile zu verbinden. Ursprung des Namens ist die Idee, dass für jeden Bereich die jeweils "beste" Lösung ausgewählt werden soll, was mit einer übergreifenden Lösung oft nicht erreicht werden kann.
Der Einsatz von heterogenen Systemen ist jedoch in der Praxis auch mit Nachteilen verbunden:
- Wartungskosten der einzelnen Systeme
- systemspezifisches Fachwissen zur Betreuung der Anwender
- Administrationsaufwand der Server-Farm
- Kosten (bis zu 80 % des IT-Budgets[2])
- Schnittstellenproblematik

## Outsourcing
Häufig wird der Betrieb der Unternehmenssoftware outgesourct: Man beauftragt ein Unternehmen, sich um die gesamte Abwicklung zu kümmern, sprich Hardware zu betreiben, Operations durchzuführen, Software auszuwählen, beschaffen, einführen, warten und anpassen. Die Leistungen des beauftragten Unternehmens werden durch SLAs festgelegt.